# Dactylicapnos scandens
Dactylicapnos scandens är en vallmoväxtart som först beskrevs av David Don, och fick sitt nu gällande namn av Hutchinson. Dactylicapnos scandens ingår i släktet Dactylicapnos och familjen vallmoväxter. Inga underarter finns listade i Catalogue of Life.

## Bildgalleri

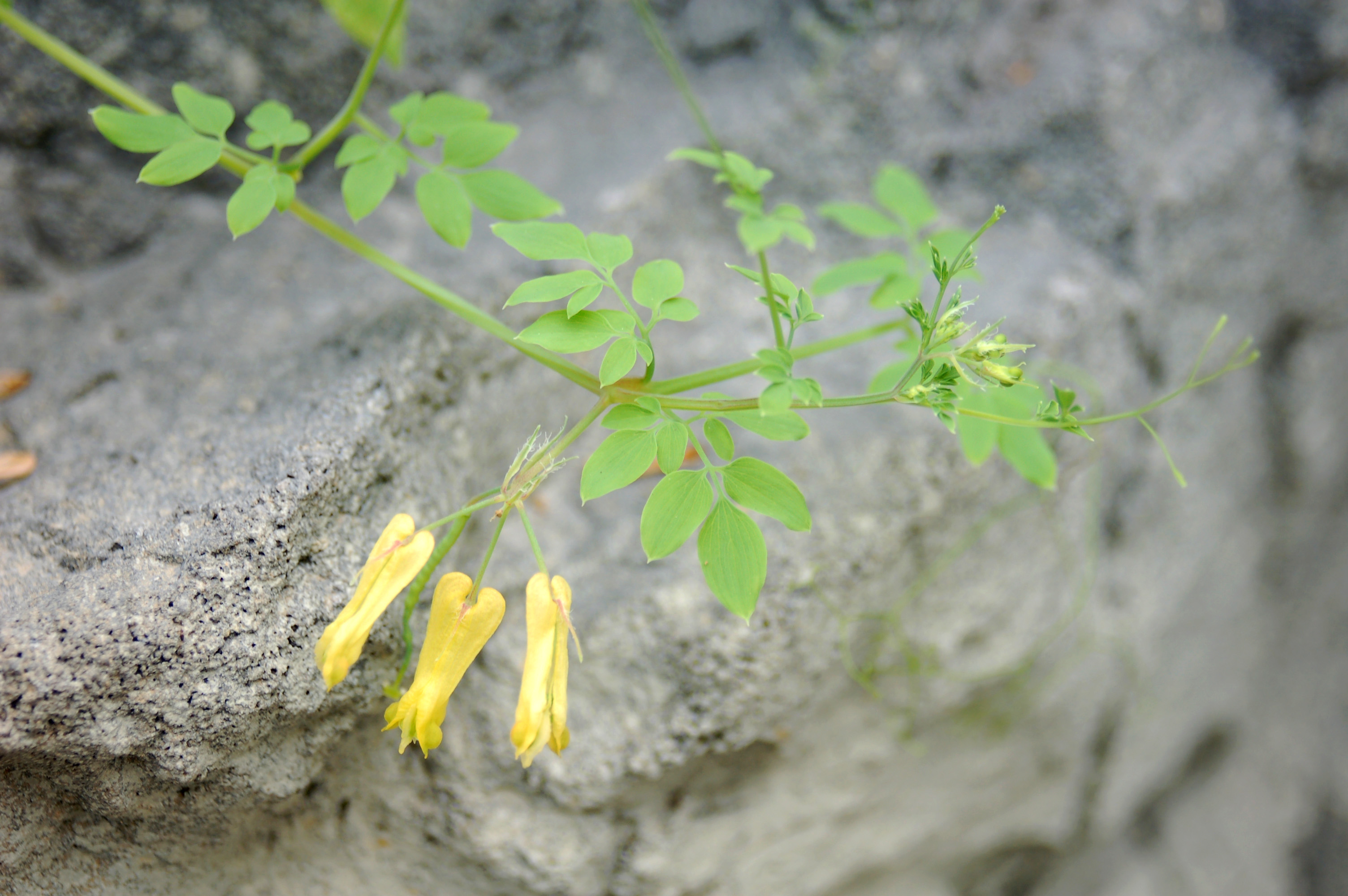
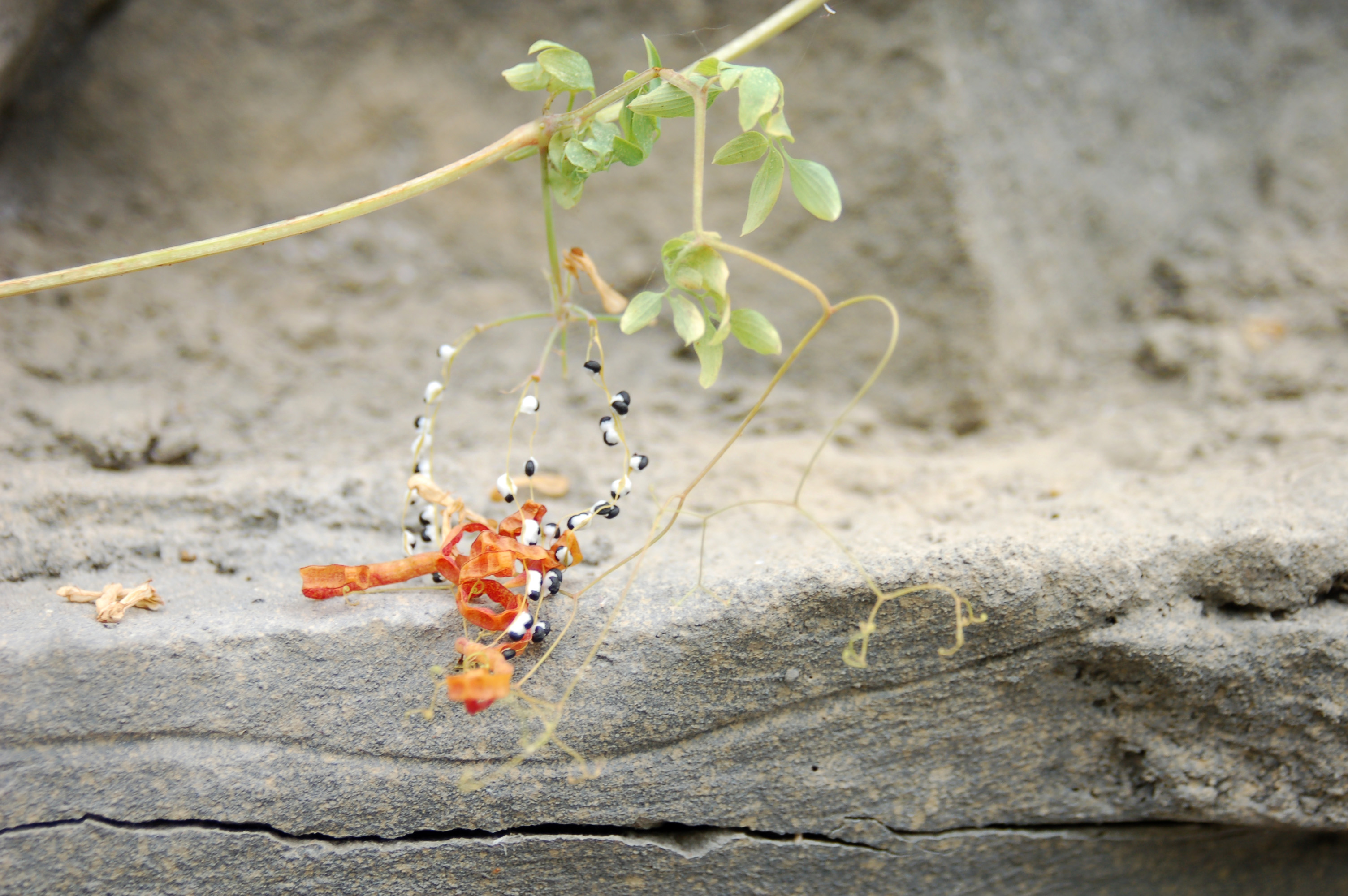
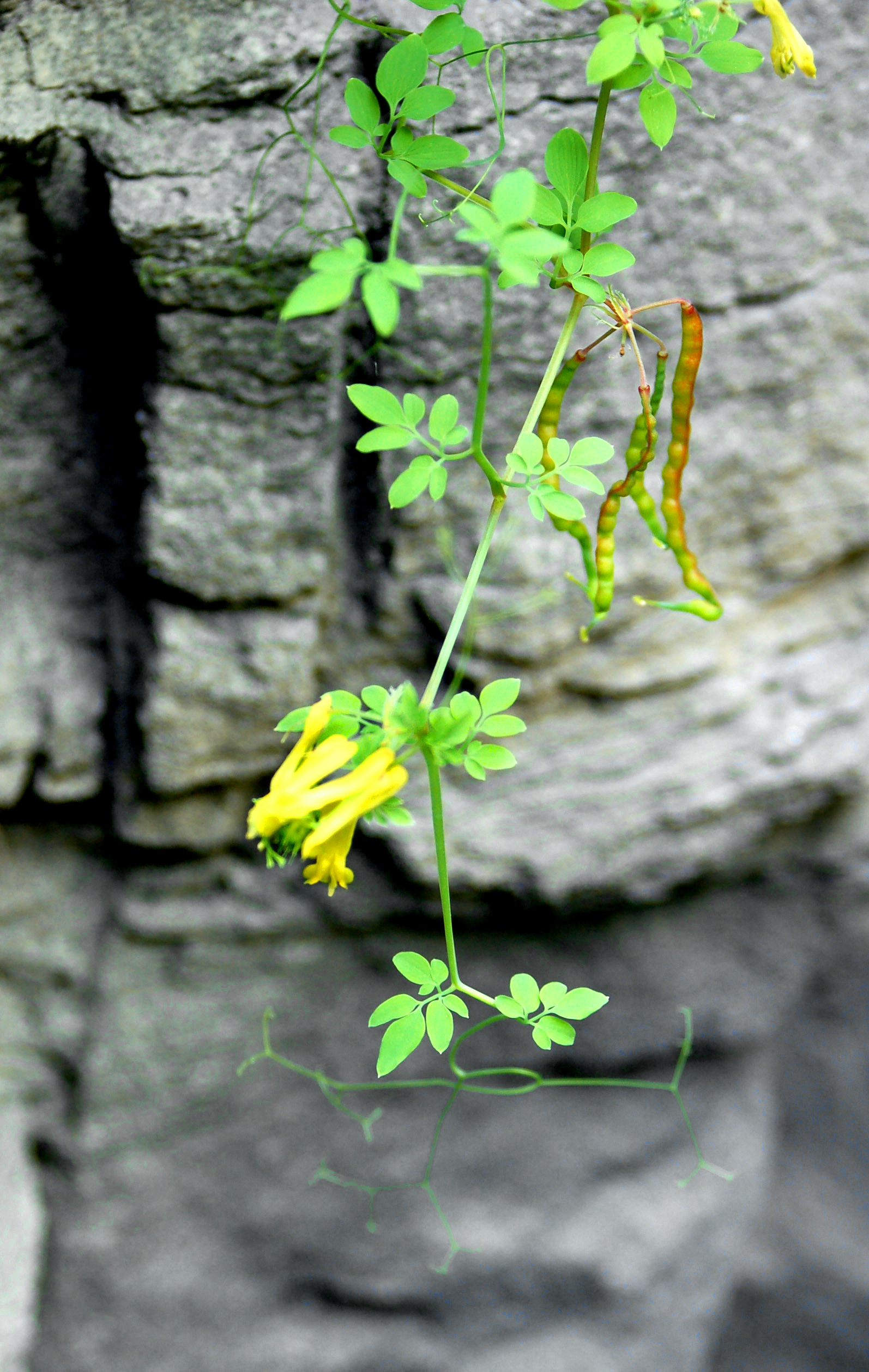
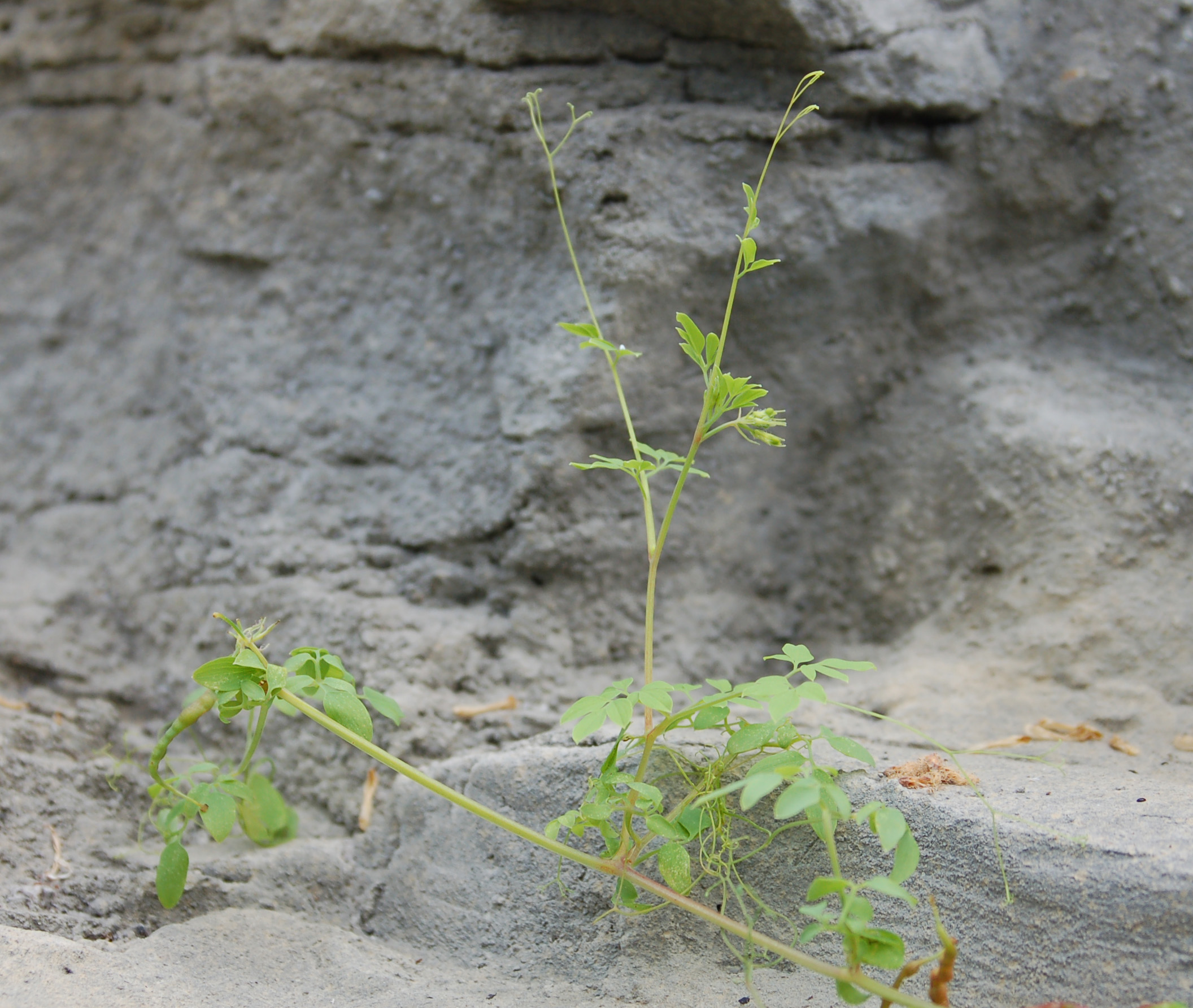